# Surab Sakandelidse
Surab Sakandelidse (georgisch ზურაბ საკანდელიძე; * 9. August 1945 in Kutaissi; † 25. Januar 2004 in Tiflis) war ein georgischer Basketballspieler, der für die Sowjetunion spielte und 1967 Weltmeister sowie 1972 Olympiasieger war.

## Sportliche Karriere
Der 1,86 m große Surab Sakandelidse spielte für BK Dinamo Tiflis. Mit diesem Verein war er 1968 sowjetischer Meister.
1964 war Sakandelidse Junioreneuropameister. 1965 spielte er mit der sowjetischen Nationalmannschaft bei der Europameisterschaft, die in Moskau und Tiflis ausgetragen wurde. Im Finale gewann die sowjetische Mannschaft gegen die Jugoslawen. Sakandelidse erzielte in sieben Spielen 38 Punkte. 1967 bei der Weltmeisterschaft in Uruguay gab es eine Finalrunde mit sieben Mannschaften: Gastgeber Uruguay sowie sechs Mannschaften, die sich über die Vorrunde qualifizieren mussten. Die Mannschaft aus der UdSSR unterlag zwar mit 58:59 gegen die Mannschaft der Vereinigten Staaten, besiegte aber die anderen fünf Mannschaften und war damit die erste Weltmeistermannschaft aus Europa. Sakandelidse trug mit 51 Punkten in neun Spielen, darunter zehn Punkten im letzten Spiel gegen Jugoslawien, zum Titelgewinn bei. Im Herbst 1967 fand in Finnland die Europameisterschaft statt. Die Mannschaft aus der Sowjetunion gewann das Finale gegen die tschechoslowakische Mannschaft mit 89:77. Sakandelidse erzielte in neun Spielen 77 Punkte, davon sieben im Finale.
Bei den Olympischen Spielen 1968 in Mexiko-Stadt gewann die Mannschaft aus der UdSSR ihre Vorrundengruppe vor den Brasilianern. Im Halbfinale unterlag die sowjetische Mannschaft den Jugoslawen mit 62:63, im abschließenden Spiel um Bronze bezwangen sie die Brasilianer mit 70:53. Sakandelidse warf in neun Spielen 64 Punkte, darunter 14 Punkte im letzten Spiel. Im Jahr darauf erreichte die sowjetische Mannschaft das Finale der Europameisterschaft 1969 in Italien und gewann mit 81:72 gegen die Jugoslawen. Sakandelidse erzielte in sieben Spielen 45 Punkte. Die Weltmeisterschaft 1970 fand in Jugoslawien statt und damit erstmals auf dem europäischen Kontinent. Wie 1967 qualifizierten sich sechs Mannschaften über die Vorrunde, Jugoslawien als Gastgeber war für die Finalrunde in Ljubljana gesetzt. Die Jugoslawen gewannen den Titel, hinter den Brasilianern erhielten die Spieler aus der Sowjetunion die Bronzemedaille. Sakandelidse erzielte 42 Punkte in acht Spielen. Bei der Europameisterschaft 1971 in der Bundesrepublik Deutschland traf die Mannschaft aus der UdSSR im Finale einmal mehr auf die Jugoslawen und siegte mit 69:64. Damit war Sakandelidse zum vierten Mal in Folge Europameister, außer ihm war auch Modestas Paulauskas bei den vier Titelgewinnen dabei. Sakandelidse erzielte 1971 in sieben Spielen 31 Körbe, davon acht im Finale.
Bis einschließlich 1968 hatte bei olympischen Basketballturnieren immer die Mannschaft aus den Vereinigten Staaten gewonnen. Bei den Olympischen Spielen 1972 in München gewann die US-Mannschaft ihre Vorrundengruppe und die sowjetische Mannschaft die zweite Vorrundengruppe jeweils ohne Niederlage. Beide Mannschaften gewannen auch ihr Halbfinale und trafen am 9. September im Finale aufeinander. Die Amerikaner verlegten sich auf eine sehr defensive Taktik, lagen aber trotzdem bei Halbzeit mit 21:26 hinten. Sechs Sekunden vor Schluss traf der Amerikaner Doug Collins und brachte seine Mannschaft mit 50:49 in Führung. Anschließend ertönte die Schluss-Sirene. Nach Protesten der sowjetischen Mannschaft wurde die Uhr auf drei Sekunden Restspielzeit gestellt und in den letzten drei Sekunden gelang Alexander Below der Treffer zum 51:50. Nun protestierten die Amerikaner, aber die Jury bestätigte den Sieg der sowjetischen Mannschaft. Sakandelidse erzielte in neun Spielen 38 Punkte, davon acht im Finale gegen die Vereinigten Staaten. Zum Abschluss seiner internationalen Karriere gewann Sakandelidse bei der Europameisterschaft 1973 in Spanien noch einmal Bronze, war aber mit 14 Punkten in sieben Spielen nicht mehr Stammspieler.